# Lycosa adusta
Lycosa adusta este o specie de păianjeni din genul Lycosa, familia Lycosidae, descrisă de Banks, 1898. Conform Catalogue of Life specia Lycosa adusta nu are subspecii cunoscute.